# Шапран, Вячеслав Николаевич
Вячеслав Николаевич Шапран (21 августа 1948, Алма-Ата — 8 сентября 2021, Алма-Ата) — советский волейболист, казахстанский волейбольный тренер.

## Карьера
В качестве игрока выступал в алма-атинском «Буревестнике». В его составе был серебряным призёром (1968, 1970) и чемпионом СССР (1969) по волейболу, бронзовым призёром (1971) чемпионата СССР. Также стал двукратным победителем Кубка Европейских чемпионов по волейболу (1970, 1971).

## Тренерская карьера
По завершении карьеры игрока занялся тренерской деятельностью.
С 1988 по 1991 год был главным тренером сборной Алжира.
С 1991 по 1994 год тренировал команду «Этуаль» из Туниса.
С 2001 по 2006 год работал главным тренером алматинского «Рахата» и женской сборной Казахстана. Под его руководством «Рахат» шесть раз становился чемпионом Казахстана и обладателем Кубка Казахстана, чемпионом Азии среди клубных команд, четырёхкратным обладателем «Кубка Президента Республики Казахстан». Сборная Казахстана выходила в финальную часть чемпионатов мира и становилась серебряным призёром чемпионата Азии.
С 2011 по 2015 год работал начальником волейбольного клуба «Жетысу» из Талдыкоргана.
В январе 2016 года назначен главным тренером женской сборной Казахстана.

## Образование
В 1970 году окончил Казахский институт физической культуры и спорта.